# Metapenaeopsis evermanni
Metapenaeopsis evermanni är en kräftdjursart som först beskrevs av M. J. Rathbun 1906.  Metapenaeopsis evermanni ingår i släktet Metapenaeopsis och familjen Penaeidae. Inga underarter finns listade i Catalogue of Life.